# Fortnight

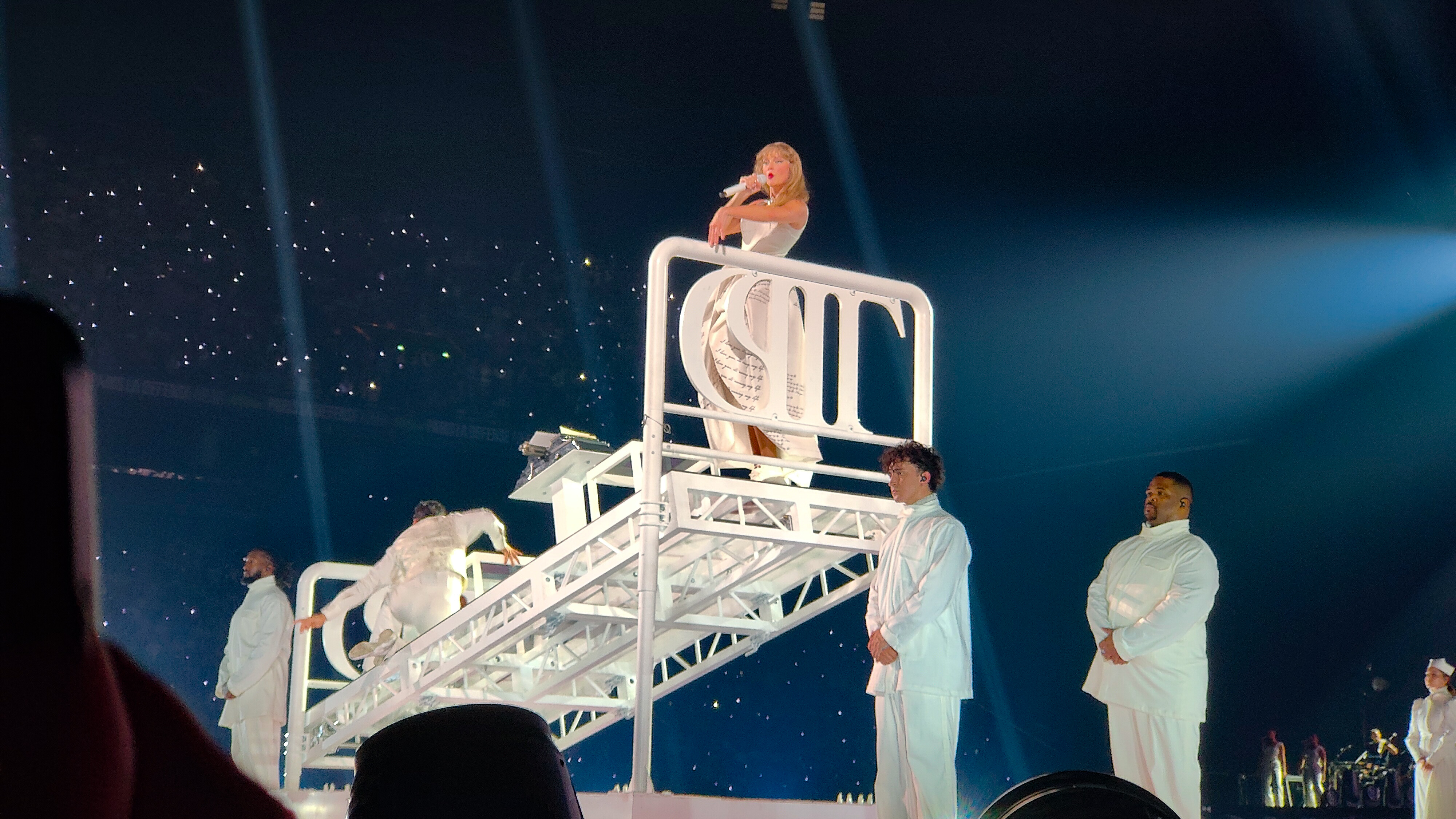
Swift speelt "Fortnight" tijdens de Eras Tour.

"Fortnight" is een nummer van de Amerikaanse singer-songwriter Taylor Swift en de Amerikaanse zanger-rapper Post Malone. De twee artiesten schreven het nummer samen met Jack Antonoff, die samen met Swift voor de productie zorgde. Republic Records bracht het op 19 april 2024 uit als de leadsingle van Swifts elfde studioalbum, The Tortured Poets Department. "Fortnight" is een electropop, synthpop en new wave-ballad geïnspireerd op de jaren 1980. De tekst gaat over een vrouw die in een ongelukkig huwelijk zit, maar toch weer in het huwelijksbootje stapt met een ex-geliefde die ook getrouwd is. De twee zweren dat ze naar Florida willen vluchten.

## Videoclip
De bijbehorende videoclip voor "Fortnight", geregisseerd door Swift, werd op dezelfde dag uitgebracht als de single. In de videoclip spelen Swift, Malone en de acteurs Ethan Hawke en Josh Charles de hoofdrollen. De video is in zwart-wit gefilmd en bevat verweven scènes van Swift in een psychiatrisch ziekenhuis.

## Reacties en noteringen
Sommige critici prezen de vocale chemie van Swift en Malone, maar anderen vonden de productie en de teksten zwak. "Fortnight" verbrak het record van meeste streams op één dag op het streamingplatform Spotify. In de Verenigde Staten debuteerde het nummer bovenaan de Billboard Hot 100, waarmee het Swifts twaalfde en Malones vijfde nummer 1-hit werd. Het nummer stond ook bovenaan in de hitlijsten van Australië, Canada, Maleisië, Nieuw-Zeeland, de Filipijnen, Singapore, de Verenigde Arabische Emiraten en het Verenigd Koninkrijk.

## Awards en nominaties
"Fortnight" werd negen keer genomineerd bij de MTV Video Music Awards van 2024 en won er vijf, waaronder hoofdprijs Video van het Jaar. Een overzicht van de belangrijkste awards en nominaties dat het nummer kreeg. 
| Organisatie              | Categorie                                            | Resultaat   |
| ------------------------ | ---------------------------------------------------- | ----------- |
| Guinness World Records   | Meest gestreamde Spotify nummer in 24 uren           | Gewonnen    |
| Guinness World Records   | Meest gestreamde Spotify nummer in de eerste 24 uren | Gewonnen    |
| MTV Video Music Awards   | Video of the Year                                    | Gewonnen    |
| MTV Video Music Awards   | Song of the Year                                     | Genomineerd |
| MTV Video Music Awards   | Best Collaboration                                   | Gewonnen    |
| MTV Video Music Awards   | Best Direction                                       | Gewonnen    |
| MTV Video Music Awards   | Best Cinematography                                  | Genomineerd |
| MTV Video Music Awards   | Best Editing                                         | Gewonnen    |
| MTV Video Music Awards   | Best Visual Effects                                  | Genomineerd |
| MTV Video Music Awards   | Best Art Direction                                   | Genomineerd |
| MTV Video Music Awards   | Song of the Summer                                   | Gewonnen    |
| MTV Europe Music Awards  | Best Video                                           | Gewonnen    |
| MTV Europe Music Awards  | Best Collaboration                                   | Genomineerd |
| Billboard Music Awards   | Top Collaboration                                    | Genomineerd |
| Grammy Awards            | Record of the Year                                   | Genomineerd |
| Grammy Awards            | Song of the Year                                     | Genomineerd |
| Grammy Awards            | Best Music Video                                     | Genomineerd |
| Brit Awards              | Best International Song                              |             |
| iHeartRadio Music Awards | Best Collaboration                                   |             |
| iHeartRadio Music Awards | Best Lyrics                                          |             |
| iHeartRadio Music Awards | Best Music Video                                     |             |